# Hermánszeg
Hermánszeg è un comune dell'Ungheria di 285 abitanti (dati 2001). È situato nella contea di Szabolcs-Szatmár-Bereg.